# Ray Collins (homme politique)
Pour les articles homonymes, voir Ray Collins et Collins.
Ray Edward Harry Collins, baron Collins de Highbury, né le 21 décembre 1954, est un pair à vie et syndicaliste britannique qui est secrétaire général du parti travailliste entre 2008  et 2011.

## Syndicaliste
Collins est nommé directeur du bureau central du syndicat des transports et des travailleurs généraux en 1984 et occupe des fonctions syndicales jusqu'en 2008, étant chef de l'administration dans les années 1990 et secrétaire général adjoint en 1999. Il est membre du Parti travailliste depuis plus de trente ans et fait campagne pour le parti à chaque élection générale depuis 1970. Il est représentant du TGWU au Forum national de politique du Parti travailliste et membre du Comité constitutionnel national du Labour.
Il participe au processus de fusion entre TGWU et Amicus, créant Unite, l'un des plus grands syndicats du pays.

## Parti travailliste
Collins prend la barre parce que le parti aurait été proche de la faillite. En mai 2008, les chiffres de la Commission électorale montrent que le parti est endetté de 17,8 millions de livres sterling .
Le 20 janvier 2011, Collins est créé pair à vie en tant que baron Collins de Highbury, de Highbury dans le quartier londonien d'Islington, et est présenté à la Chambre des lords le 24 janvier 2011  où il siège avec les travaillistes. Il est nommé whip en 2011. Il est nommé porte-parole des Lords travaillistes pour le développement international en 2013 .
Le 10 juillet 2013, Collins est invité à examiner et à faire des recommandations pour une réforme interne du parti travailliste. Il propose le remplacement du système du collège électoral pour la sélection des nouveaux dirigeants par un système « un membre, une voix ». L'adhésion de masse serait encouragée en permettant aux « partisans enregistrés » d'adhérer à faible coût, ainsi qu'une adhésion à part entière. Les membres des syndicats devraient également explicitement "s'inscrire" plutôt que "se retirer" du paiement d'une contribution politique aux travaillistes. Le 1er mars 2014, lors d'une conférence spéciale, le parti adopte largement ces recommandations ,.

## Vie privée
En décembre 2007, il est nommé 27e personne LGBT la plus influente de la politique britannique par Pink News . Collins épouse son partenaire Rafael en 2014.